# 国民科
国民科（こくみんか）とは、第二次世界大戦中の日本における、国民学校の教科のひとつ。
国民学校令施行規則によると、「国民科ハ我ガ国ノ道徳・言語・歴史・国土国勢等ニツキテ習得セシメ特ニ国体ノ精華ヲ明ニシ国民精神ヲ涵養シ皇国ノ使命ヲ自覚セシムルヲ以テ要旨トス」と目的が定められた。

## 科目
国民科は次の科目に分節される。郷土の観察は国史と地理の基礎である。
- 修身
- 国語
- 地理(初等科5年以上)
- 国史(初等科5年以上)
- 郷土の観察(初等科4年のみ)